# Kanton Uzerche
Der Kanton Uzerche ist seit 1790 ein französischer Wahlkreis im Département Corrèze in der Region Nouvelle-Aquitaine. Er umfasst 19 Gemeinden aus den Arrondissements Brive-la-Gaillarde und Tulle, sein Bureau centralisateur befindet sich in Uzerche. Im Rahmen der landesweiten Neuordnung der französischen Kantone wurde er im Frühjahr 2015 erheblich erweitert.

## Gemeinden
Der Kanton besteht aus 19 Gemeinden mit insgesamt 13.902 Einwohnern (Stand: 1. Januar 2022) auf einer Gesamtfläche von 487,98 km²:
| Gemeinde                  | Einwohner 1. Januar 2022 | Fläche km² | Dichte Einw./km² | Code INSEE | Postleitzahl | Arrondissement     |
| ------------------------- | ------------------------ | ---------- | ---------------- | ---------- | ------------ | ------------------ |
| Arnac-Pompadour           | 1.206                    | 15,09      | 80               | 19011      | 19230        | Brive-la-Gaillarde |
| Benayes                   | 222                      | 23,12      | 10               | 19022      | 19510        | Brive-la-Gaillarde |
| Beyssac                   | 487                      | 21,32      | 23               | 19024      | 19230        | Brive-la-Gaillarde |
| Beyssenac                 | 356                      | 18,30      | 19               | 19025      | 19230        | Brive-la-Gaillarde |
| Condat-sur-Ganaveix       | 648                      | 37,52      | 17               | 19060      | 19140        | Tulle              |
| Espartignac               | 409                      | 14,03      | 29               | 19076      | 19140        | Tulle              |
| Eyburie                   | 488                      | 29,14      | 17               | 19079      | 19140        | Tulle              |
| Lamongerie                | 124                      | 12,15      | 10               | 19104      | 19510        | Tulle              |
| Les Trois-Saints          | 1.367                    | 63,20      | 22               | 19248      | 19140, 19210 | Tulle              |
| Lubersac                  | 2.253                    | 57,46      | 39               | 19121      | 19210        | Brive-la-Gaillarde |
| Masseret                  | 670                      | 13,55      | 49               | 19129      | 19510        | Tulle              |
| Meilhards                 | 538                      | 44,99      | 12               | 19131      | 19510        | Tulle              |
| Montgibaud                | 251                      | 13,99      | 18               | 19144      | 19210        | Brive-la-Gaillarde |
| Saint-Éloy-les-Tuileries  | 111                      | 9,13       | 12               | 19198      | 19210        | Brive-la-Gaillarde |
| Saint-Julien-le-Vendômois | 239                      | 23,29      | 10               | 19216      | 19210        | Brive-la-Gaillarde |
| Saint-Sornin-Lavolps      | 846                      | 15,36      | 55               | 19243      | 19230        | Brive-la-Gaillarde |
| Salon-la-Tour             | 679                      | 43,01      | 16               | 19250      | 19510        | Tulle              |
| Ségur-le-Château          | 202                      | 9,48       | 21               | 19254      | 19230        | Brive-la-Gaillarde |
| Uzerche                   | 2.806                    | 23,85      | 118              | 19276      | 19140        | Tulle              |
| Kanton Uzerche            | 13.902                   | 487,98     | 28               | 1918       | –            | –                  |

## Veränderungen im Gemeindebestand seit 2015
2025: Fusion Saint-Martin-Sepert, Saint-Pardoux-Corbier und Saint-Ybard → Les Trois-Saints
Bis zur landesweiten Neuordnung der französischen Kantone im März 2015 gehörten zum Kanton Uzerche die neun Gemeinden Condat-sur-Ganaveix, Espartignac, Eyburie, Lamongerie, Masseret, Meilhards, Saint-Ybard, Salon-la-Tour und Uzerche. Sein Zuschnitt entsprach einer Fläche von 248,29 km2. Er besaß vor 2015 einen anderen INSEE-Code als heute, nämlich 1928.

## Politik
| Vertreter im Departementrat | Vertreter im Departementrat            | Vertreter im Departementrat |
| Amtszeit                    | Namen                                  | Partei                      |
| --------------------------- | -------------------------------------- | --------------------------- |
| 2015–2021                   | Francis Comby Annie Queyrel Peyramaure | LR UDI                      |
| 2021–                       | Rosine Chauffour Robinet Francis Comby | LR                          |